# Ütschköl
Der Ütschköl (kirgisisch Үчкөл; russisch Учкёль / Utschkjol) ist ein rechter Nebenfluss des Sarydschas im Osten von Kirgisistan in Zentralasien.
Der Ütschköl wird vom Kolpakow-Gletscher am Südhang des Terskej-Alataus gespeist. Er fließt anfangs in östlicher Richtung entlang der Südflanke des Terskej-Alataus sowie der Nordflanke des Ak-Schyirak-Gebirges. Später wendet er sich nach Süden und trennt dabei das Ak-Shyirak-Gebirge im Westen vom Kuiljutau-Gebirge im Osten. Im Unterlauf wendet er sich dann nach Osten und erreicht nach weiteren 40 km den nach Süden strömenden Sarydschas. Der Ütschköl hat eine Gesamtlänge von 87 km. Er entwässert ein Areal von ca. 1400 km². Der mittlere Abfluss beträgt 11,8 m³/s.